# Mijaken

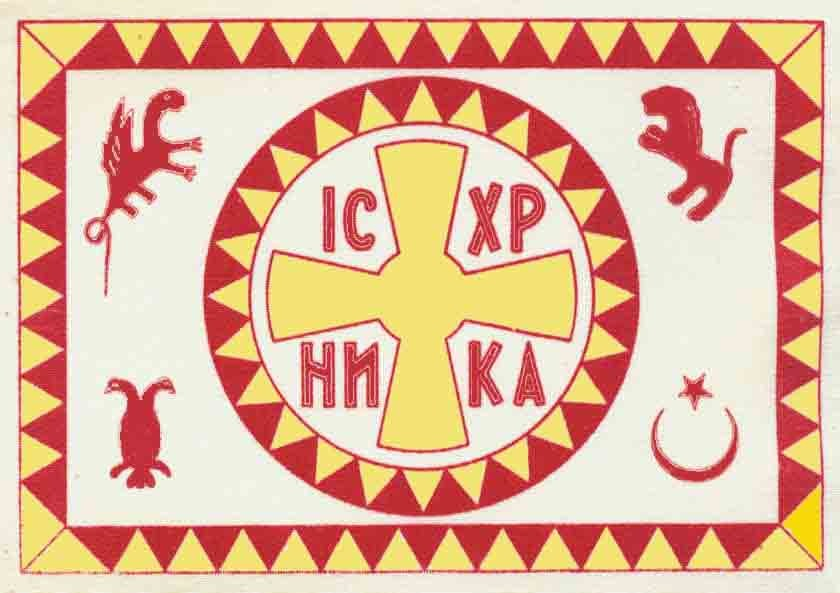
Die Flagge der Mijaken, welche aus dem 15. Jahrhundert stammt

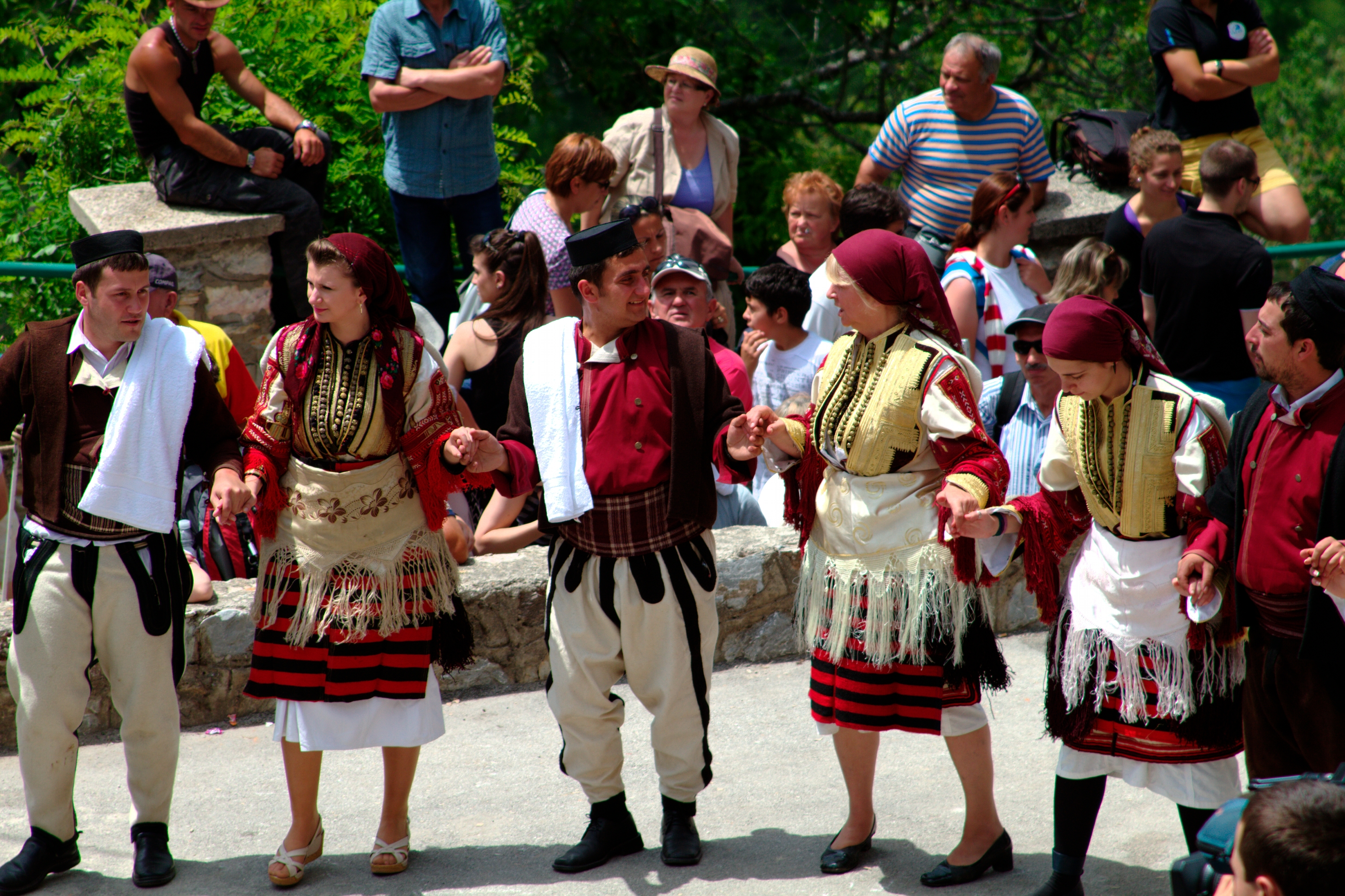
Das in Nordmazedonien und teilen des Balkans bekannte Galičnik-Hochzeitsfest in traditioneller Mijaken-Tracht, auch bekannt als Europas traditionellstem Hochzeitsfest

Die Mijaken (mazedonisch Мијаци Mijaci) sind eine kleine ethnogeographische Bevölkerungsgruppe von ethnischen Mazedoniern, die im Nordwesten Nordmazedoniens und angrenzender Gebiete Albaniens leben. Weitere Siedlungen der Mijaken befinden sich auch in den Regionen von Veles, Bitola sowie in Kruševo.
Die Mijaken sind nach einem makedonisch-slawischen Stamm benannt, der sich im 5. und 6. Jahrhundert in der unteren Reka-Region im heutigen Nordmazedonien niederließ. In der Vergangenheit sowie in der Gegenwart sind die Mijaken bekannt für ihre kirchliche Architektur, Holzbearbeitung, Ikonographie und andere reiche Traditionen, sowie ihren charakteristischen Galičnik-Dialekt der mazedonischen Sprache.

## Siedlungen

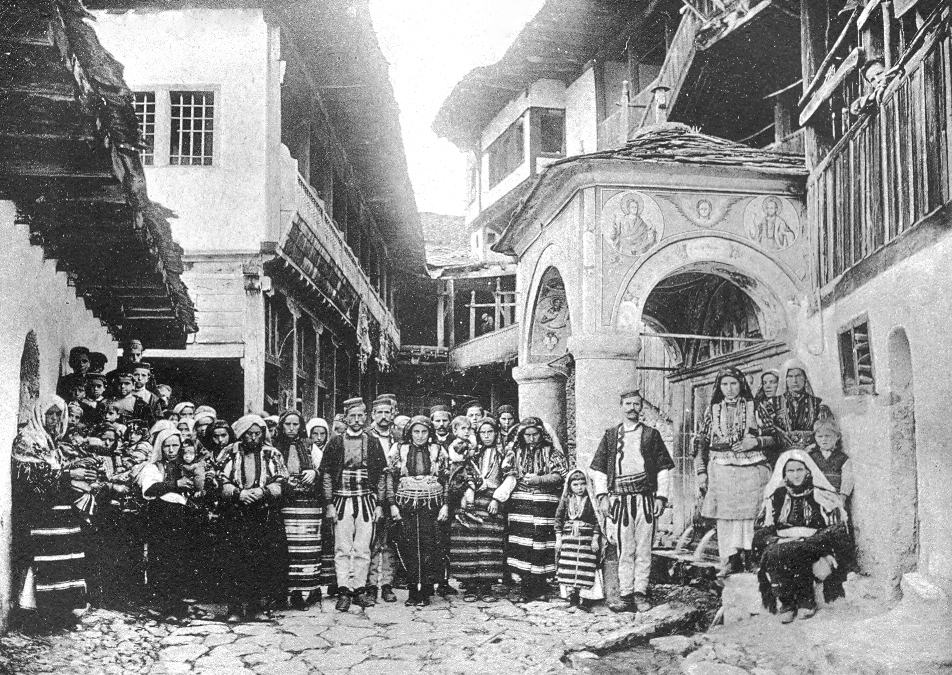
Mijaken in ihrer Tracht im Kloster Sveti Jovan Bigorski, Anfang des 20. Jahrhunderts

Die Mijaken haben traditionell zusammen mit den Torbeschen und anderen Untergruppen von slawischen Mazedoniern die Region Mala Reka bewohnt. Das Gebiet um den Berg Bistra und der Region Radika wurde Mijačija (mazedonisch Мијачија) genannt. Im Osten liegt die ethnographische Region der Brsjaken.
Die Mijaken bewohnen bzw. bewohnten die Dörfer Galičnik, Lazaropole, Tresonče, Selce, Rosoki, Sušica, Gari und Osoj, während sie auch Dörfer an der Radika um das Kloster Sveti Jovan Bigorski herum bewohnten, wo es knappe überwiegend christlich bewohnte Dörfer wie Bituše, Gorno Kosovrasti, Gorno Melničani, während der Rest eine gemischte christlich-muslimische Bevölkerung wie Trebište, Rostuša und andere hat.
Die Mehrheit der Mijaken-Dörfer ist jedoch unbewohnt, da die Mehrheit der Einwohner im 20. Jahrhundert aufgrund der Bevölkerungsverschiebung in die Städte umgezogen sind. In einigen Dörfern um Debar und Bitola sind noch große Mijaken-Konzentrationen zu finden. Die Dörfer Oreše, Papradište und Melnica in der Region Veles wurden während der osmanischen Herrschaft in Makedonien von Mijaken besiedelt. Das Dorf Smilevo in der Region Bitola gilt auch in Bezug auf seine Architektur und Geschichte als Mijaken-Dorf. Das nordwestliche Viertel von Kruševo wurde ebenso von Mijaken bevölkert.

## Geschichte

### Name

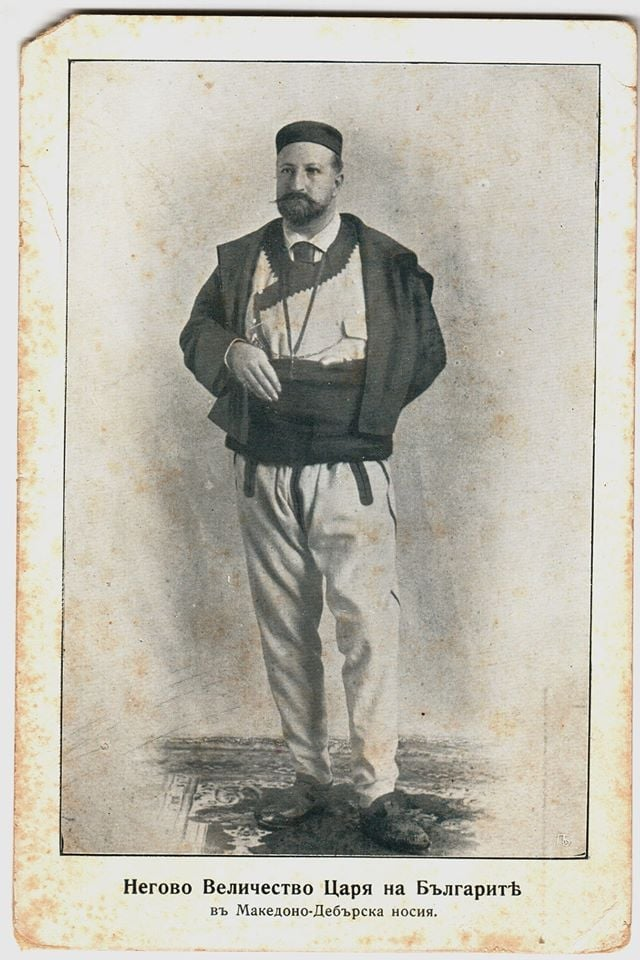
Der bulgarische Zar Ferdinand in einer Mijaken-Tracht aus Debar

Über die Herkunft des Namens Mijake gibt es verschiedene Theorien. Laut dem Slawisten Konstantin Jireček wurde die Bezeichnung Mijake 1444 erstmals in einer Quelle erwähnt.
- Laut Peter Makrev, einem alten Lehrer der von Mijaken abstammt, zeichneten sich durch große Reinheit entweder im Haus oder in der Kleidung aus; sie waschen und waschen ständig, weshalb sie den Spitznamen „Mijaci“ angenommen haben. Diese These wird auch vom serbischen Ethnografen Stefan Verković vertreten.[3]

- Georgi Pulevski, ebenfalls Mijake und der als erste Makedonist gilt, schrieb in einer seiner Notizen; das Wort „Mijake“ bedeutet - klarer Geist, kluge Leute und Mijaken = Makedonier; kurze Aussprache - Mijaken; lang - Mazedonier. Pulevski sieht im Namen Mijake ein Synonym für einen Makedonier.[3]

- Eine Theorie besagt, dass sie den Namen von ihrer Art ableiten, das erste Pluralpronomen mie = nie (mazedonisch ние, zu dt. wir) auszusprechen, das für den Dialekt der Mijaken typisch ist.[3]

- Andere erklären, dass der Ursprung von „Mijaci“ vom altbulgarischen Wort ягцы, ягкъ (transkribiert Jatzi, Jagk, zu dt. die Starken, stark) stammt. Mie (zu dt. Wir) und jaci (dt. stark) soll schließlich wir, die Starken, die Helden bedeuten.[3]

### Herkunft
Ihr Ethnonym ist unklar. Es gibt eine Theorie, dass die Mijaken die ersten waren, die dieses Gebiet dauerhaft besiedelten; sie fanden hauptsächlich Vlachen, die anscheinend nicht dauerhaft sesshaft waren; die Mijaken verdrängten die Vlachen aus dem Weideland, von denen sie sich teilweise assimilierten. Nach einer anderen Theorie sind die Mijaken die Überreste eines alten slawischen Stammes, der das Gebiet des Thessaloniki-Feldes bewohnte und hauptsächlich in der Viehzucht tätig war. Diese Theorie wird auch durch die Legenden über die Gründung einer der bedeutendsten Mijaken-Siedlungen Galičnik bestätigt. Viele Dorfnamen enthalten griechische Entlehnungen. So weist das wohl älteste Dorf in der Region Galičnik parallelen mit dem Fluss Gallikos auf. Weitere Dörfer wie Mavrovo (griechisch μαύρος mavros, zu dt. schwarz) sowie Nikiforovo (griechisch Νικηφόρος Nikephoros, zu dt. Siegesbringer) bestätigen diese Theorie der Herkunft der Mijaken aus der Region um Thessaloniki im heutigen Griechenland.

### Mittelalter bis heute

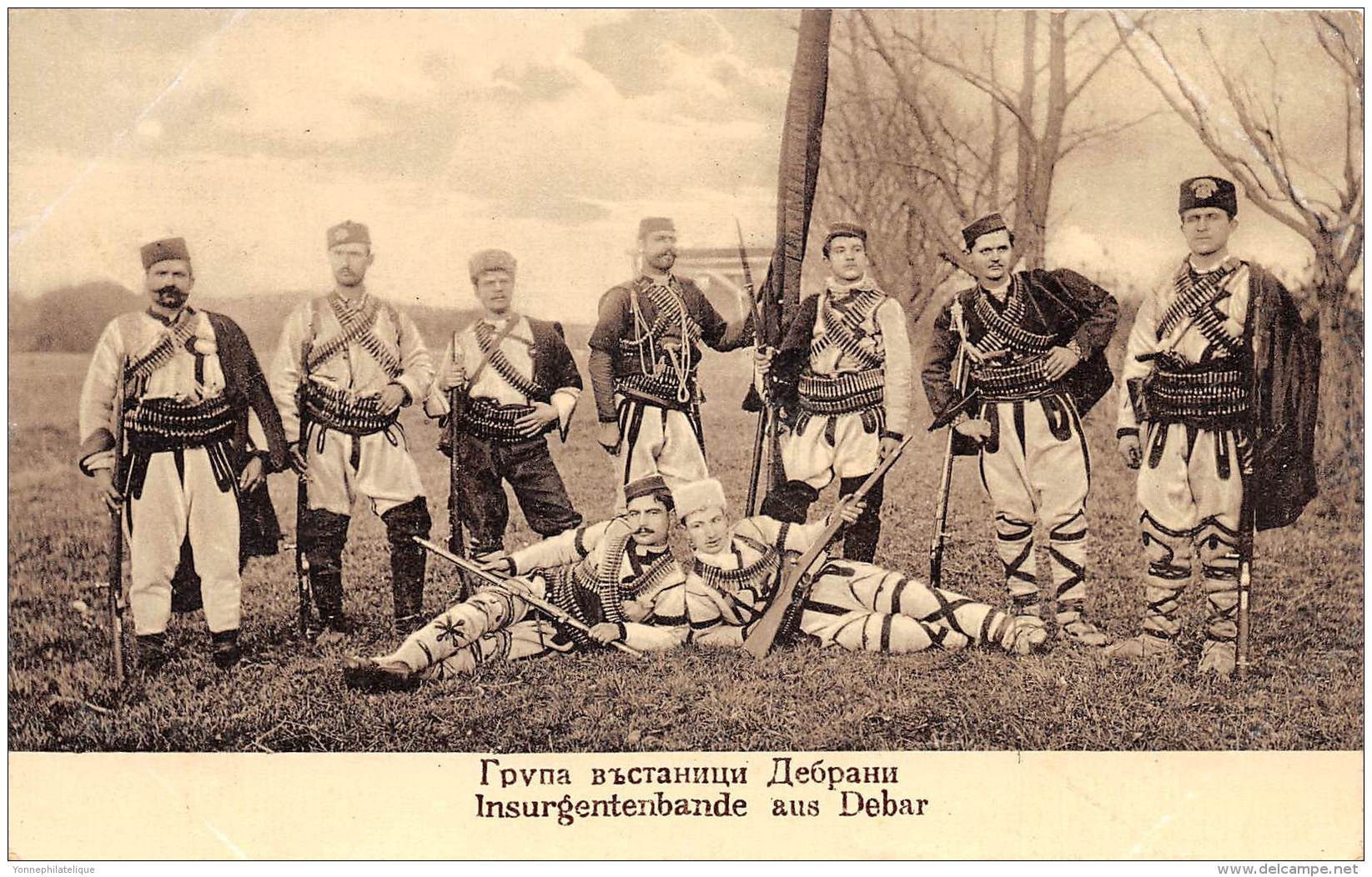
Mijaken als Komitadschi in der Inneren Makedonisch-Adrianopeler Revolutionären Organisation, kurz WMORO

Es gibt Behauptungen, dass sie den osmanischen Sultan während der Operation von Piccolomini im Jahr 1689 unterstützt haben, nachdem sie in Vlainice gewonnen hatten; wegen des Sieges anerkannte der Sultan ihnen die öffentliche Verwendung der Mijaken-Flagge.
Ein Teil der Mijaken konvertierte im 16. und 17. Jahrhundert zum Islam, welche auch als Torbeschen bekannt sind.
Im Sommer 1875 wurde im Kreis Debar (türkisch Kaza) ein Referendum über die Kirchenzugehörigkeit der Christen abgehalten. Die Mehrheit unterstützte den Beitritt zum bulgarischen Exarchat. Nur zwei Dörfer und 20 Häuser in Debar unterstützten das Patriarchat von Konstantinopel, das von den örtlichen Bulgaren als griechische Kirche wahrgenommen wurde.
Ende des 19. Jahrhunderts unterstützen die Mijaken aktiv die Innere Makedonisch-Adrianopeler Revolutionären Organisation, kurz WMORO, später IMRO. Einer ihrer Gründer, Damjan Gruew, ist ebenfalls Mijake aus Smilevo bei Demir Hisar. Während des Ilinden-Aufstandes fertigten der Hegumen Partenij und die Mönche des Klosters Sveti Jovan Bigorski sogenannte Kirschkanonen aus Holz, die während des Aufstandes zum Einsatz kamen.

## Kultur

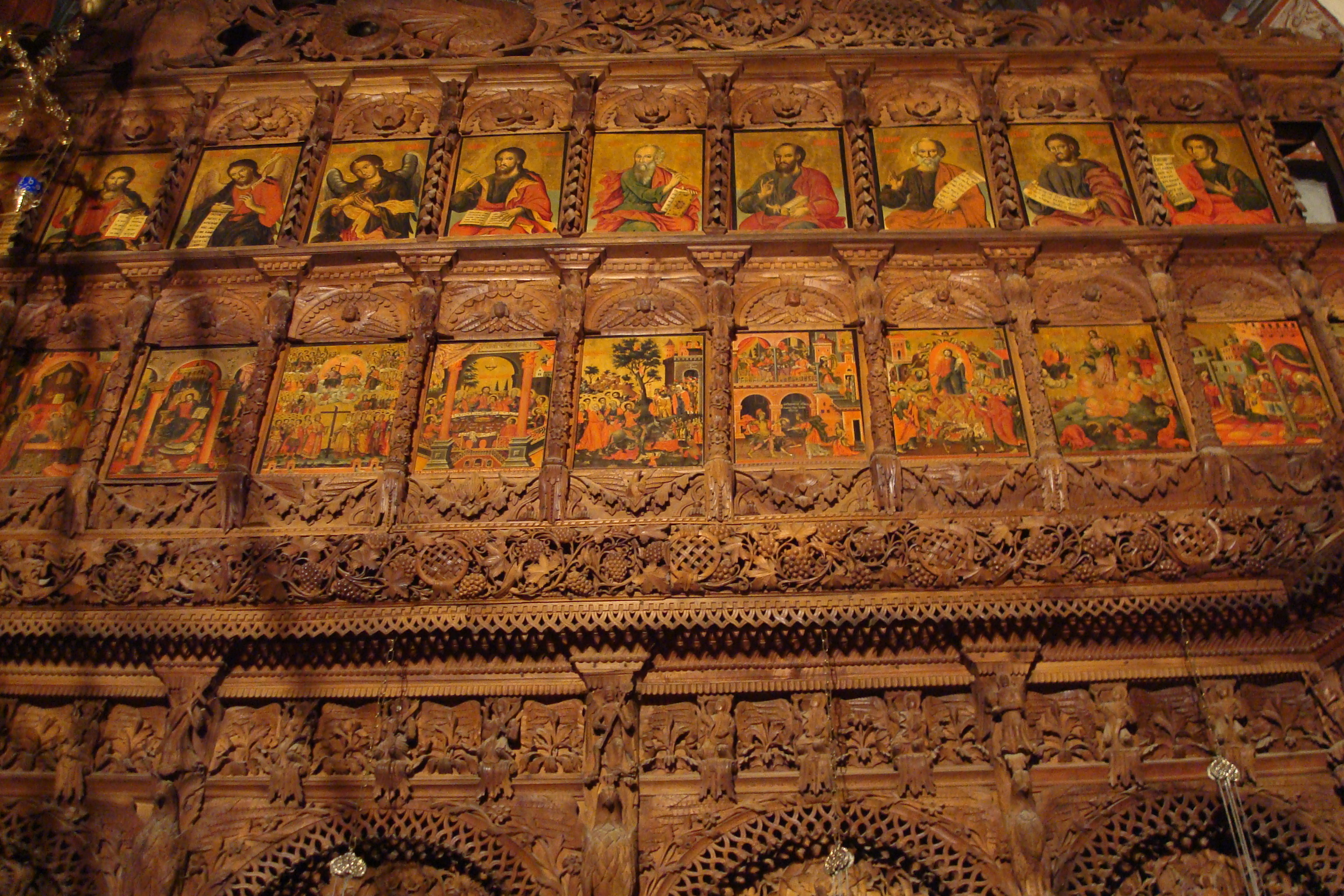
Holzgeschnitze Ikonostase im Kloster Sveti Jovan Bigorski, errichtet zwischen 1830 und 1835

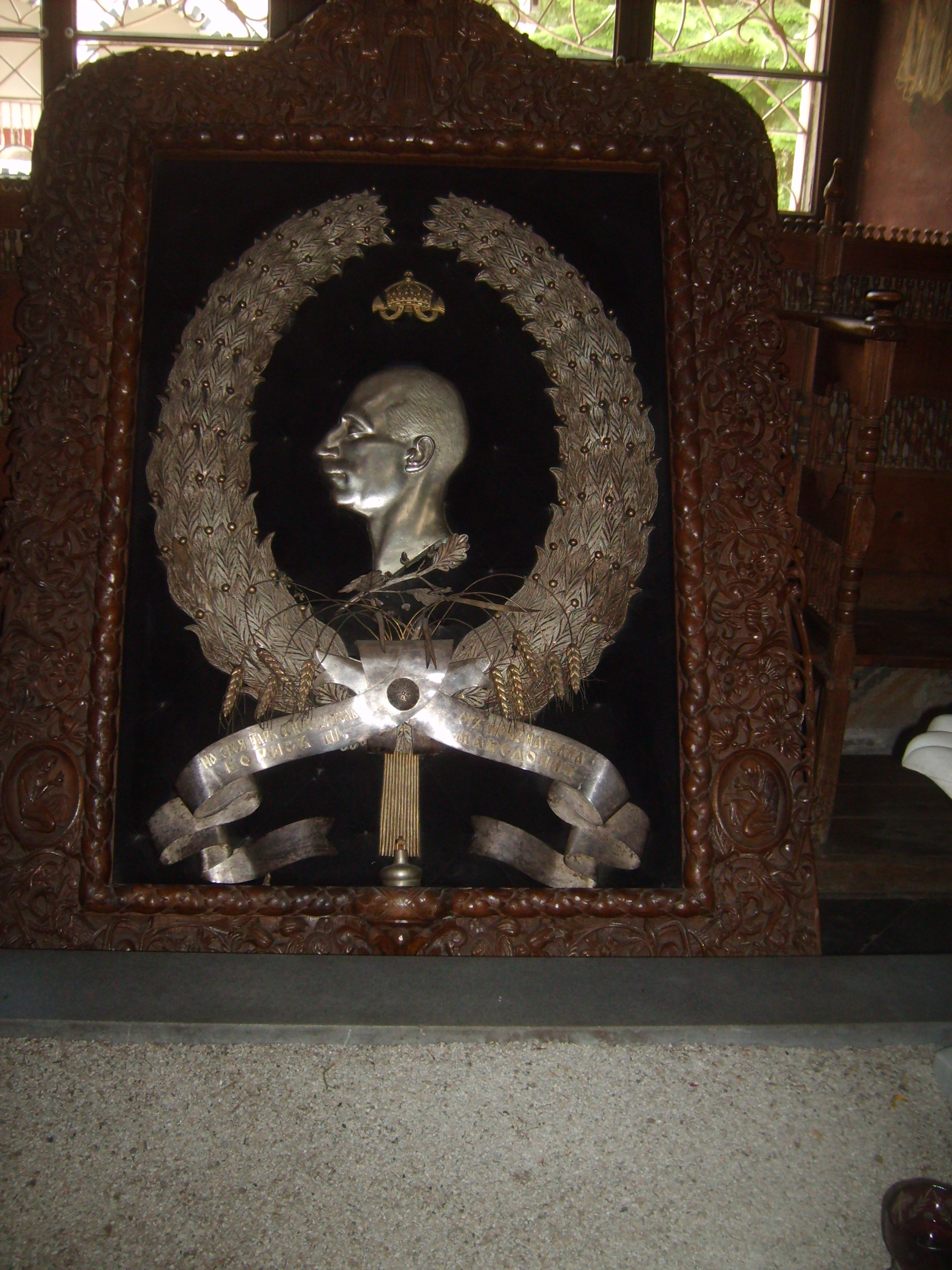
Holzschnitzerei von Einwohnern des Dorfes Osoj bei Debar, mit der Inschrift: An seinen Zarenbefreier Boris III. aus dem dankbaren Makedonien

Die Mijaken sind bekannt dafür, wie sehr alte Bräuche in ihrem Alltag bewahrt werden. Die Pečalba (saisonale Arbeit) war eine tief verwurzelte Tradition der Mijaken; Männer in den Zwanzigern verließen oft das Dorf für Monate oder sogar Jahre, um in wohlhabenderen Regionen zu arbeiten und Wohlstand für die Familie zu schaffen – dies hat zur Zerstreuung der Mijak-Familien beigetragen, wobei die Dörfer jetzt verlassen sind oder dünn besiedelt.
Die Mijaken beherrschten das Holzschnitzer-Handwerk, und in der Region Mala Reka gab es viele Jahre lang eine Holzschnitzerschule. Sie waren für die aufwendigen Holzschnitzereien verantwortlich, die sich im Inneren des Klosters sveti Jovan Bigorski befinden, das als das beste in Nordmazedonien gilt.
Das Galičnik-Hochzeitsfest (mazedonisch Галичка свадба) ist der Name einer traditionellen Hochzeit und ihrer charakteristischen Zeremonie, die jährlich am Petrovden (Hl. Peter-Fest am 12. Juli) stattfindet, bei der ein Paar ausgewählt wird, um die Hochzeit zu empfangen und im nationalen Fernsehen gezeigt zu werden. Der traditionelle Tanz namens Teškoto oro (wörtl. „der harte Tanz“), ein Hirtenvolkstanz der Mijaken, gilt als einer der Nationaltänze Nordmazedoniens und einer der bekanntesten.

### Architektur
Die Mijaken-Architektur ist zu einem bestimmenden Faktor in der Kultur der Mijaken geworden. Die Mijaken gehörten zu den erfahrensten Maurern und halfen wohlhabenden Aromunen, Kruševo im 18. Jahrhundert zu einer großen, wohlhabenden und schönen Stadt zu entwickeln. Abgesehen von einigen Maurern aus der Region Kriva Palanka waren sie die fähigsten in ganz Makedonien und auf dem Balkan. Das Kloster Sveti Jovan Bigorski ist im Mijaken-Stil erbaut worden.

### Sprache
Die Mijaken sprechen traditionell den Galičnik-Dialekt und den Reka-Dialekt. Typische Merkmale des „Mijački govor“ (mazedonisch Мијачки говор), zu dt. Mijak-Sprache, sind:
| Mijakisch       | Mazedonisch | Deutsch  | Anmerkungen                                                                                   |
| --------------- | ----------- | -------- | --------------------------------------------------------------------------------------------- |
| žamija          | džamija     | Moschee  | reduzierte Verwendung des Phänomens „dž“ auf nur „ž“                                          |
| roka            | raka        | Hand     | der große Jus (Ѧ ѧ) wird als „o“ und nicht als „a“ wie im standardmazedonischen ausgesprochen |
| tužda/tuža      | tugja       | fremd    | Verwendung des Phänomens „ž“ oder „žd“ anstelle des mazedonischen „gj“                        |
| trebuvad/trebit | treba       | brauchen | Verwendung des Suffixes „-t“ oder „-d“ für die dritte Person Singular                         |
| stavajed        | stavaat     | stellen  | Verwendung des Suffixes „-ajed“ für die dritte Person Singular                                |
| glagol          | zbor        | Wort     | von Protoslawisch *glagoliti („sprechen“); vgl. Glagolitisches Alphabet                       |

### Flagge
Die Mijaken besitzen eine eigene Flagge, die aus dem 15. Jahrhundert stammen soll. In der Mitte der Flagge befindet sich ein Kreuz mit den Initialen von Jesus Christus. An den vier Enden befinden sich jeweils: ein Löwe, ein Adler, ein Drache und eine Mondsichel, die die Herrschaft über der Reka-Region von Bulgarien (Löwe); Byzanz und Serbien (der Adler); Albanien (Drache) und Türkei (Halbmond) symbolisieren soll.

## Persönlichkeiten
- Johann I. Debranin (?–1037), bulgarischer Geistlicher, erster slawischer Erzbischof von Ohrid, geboren nahe Debar
- Johann Kukusel (ca. 1280–ca. 1360), byzantinischer und bulgarischer Heiliger, mütterlicherseits aus der Umgebung von Debar
- Georgi Pulevski (1817–1895), Schriftsteller und Revolutionär, geboren in Galičnik
- Partenij Zografski (1818–1876), bulgarischer Geistlicher, geboren in Galičnik
- Awram Tschaliowski (1854–1943), bulgarischer Industrieller und Wohltäter, geboren in Galičnik, von seinen Zeitgenossen „bulgarischer Ford“ genannt
- Damjan Gruew (1871–1906), bulgarischer Revolutionär, einer der Gründer der Inneren Makedonisch-Adrianopeler Revolutionären Organisation (IMARO), geboren in Smilevo
- Aleksandar Sarievski (1922–2002), mazedonischer Volkssänger, geboren in Galičnik
- Dimitrija Čupovski (1878–1940), mazedonischer Lehrbuchautor und Lexikograph
- Lazar Ličenoski (1901–1964), mazedonischer Maler, geboren in Galičnik
- Ljubomir Frčkoski (* 1957), mazedonischer Politiker, Familie aus Galičnik
- Vojdan Stojanovski (* 1987), mazedonischer Basketballspieler, Familie aus Rosoki
- Damjan Stojanovski (* 1987), mazedonischer Basketballspieler, Familie aus Rosoki